# Edward Curtis (Politiker)
Edward Curtis (* 25. Oktober 1801 in Windsor, Vermont; † 2. August 1856 in New York City) war ein US-amerikanischer Jurist und Politiker. Zwischen 1837 und 1841 vertrat er den Bundesstaat New York im US-Repräsentantenhaus.

## Leben
Edward Curtis wurde Anfang des 19. Jahrhunderts in Windsor geboren. Er graduierte 1821 am Union College in Schenectady. Curtis studierte Jura und begann nach dem Erhalt seiner Zulassung als Anwalt in New York City zu praktizieren. 1834 war er Mitglied im Common Council und wurde dann zum Präsidenten im Board of Assistant Aldermen gewählt. Politisch gehörte er der Whig Party an. Bei den Kongresswahlen des Jahres 1836 wurde er im dritten Wahlbezirk von New York in das US-Repräsentantenhaus in Washington, D.C. gewählt, wo er am 4. März 1837 die Nachfolge von Churchill C. Cambreleng, Gideon Lee und John McKeon antrat, welche zuvor zusammen den dritten Distrikt im US-Repräsentantenhaus vertreten hatten. Nach einer erfolgreichen Wiederwahl im Jahr 1838 schied er nach dem 3. März 1841 aus dem Kongress aus. Während seiner Zeit als Kongressabgeordneter hatte er den Vorsitz über das Committee on Commerce (26. Kongress). Am 18. März 1841 wurde er zum Steuereinnehmer (collector) im Port of New York ernannt, eine Stellung, die er bis zum 7. Juli 1844 innehatte. Danach war er als Anwalt in Washington D.C. tätig. Er verstarb am 2. August 1856 in New York City. Seine letzte Ruhestätte ist unbekannt.